# Andreas Helgstrand
Andreas Helgstrand (ur. 2 października 1977) – duński jeździec sportowy, brązowy medalista olimpijski. 
Startuje w ujeżdżeniu. Dwukrotny uczestnik igrzysk olimpijskich (2004, 2008), zdobywca brązowego medalu drużynowo w 2008 roku w Pekinie.